# Armeria alboi
Armeria alboi är en triftväxtart som först beskrevs av Bernis, och fick sitt nu gällande namn av Nieto Fel. Armeria alboi ingår i släktet triftar, och familjen triftväxter. Inga underarter finns listade i Catalogue of Life.